# Rudolf Dollinger
Rudolf Dollinger (* 4. April 1944 in Telfes im Stubai) ist ein ehemaliger österreichischer Sportschütze und Bronzemedaillengewinner bei Olympischen Spielen 1972 in München, sowie den Olympischen Spielen 1976 in Montreal.

## Leben
Rudolf Dollinger trat bei den Olympischen Spielen 1972 in München im Wettbewerb mit der freien Pistole an und erzielte 560 Ringe. Damit lag er sieben Ringe hinter dem schwedischen Olympiasieger Ragnar Skanåker und zwei Ringe hinter dem Rumänen Dan Iuga.
Vier Jahre später bei den Olympischen Spielen 1976 in Montreal rangierten am Ende die beiden DDR-Schützen Uwe Potteck und Harald Vollmar auf dem Gold- und auf dem Silberrang. Rudolf Dollinger gewann mit 562 Ringen erneut Bronze und war damit einziger österreichischer Medaillengewinner bei den Olympischen Spielen in Montreal.
Rudolf Dollinger hat einen Doktortitel der Philosophie und war im Kulturamt der Tiroler Landesregierung tätig.

## Auszeichnungen (Auszug)
- 1996: Goldenes Verdienstzeichen der Republik Österreich[1]